# 爱德华多·奇瓦斯

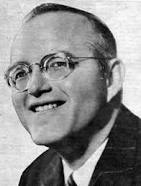
爱德华多·奇瓦斯

爱德华多·雷内·奇瓦斯·里巴斯（西班牙語：Eduardo René Chibás Ribas；1907年8月15日—1951年8月16日）是古巴的一个政治家。他利用广播向公众传播自己的政治观点，积极揭露拉蒙·格劳·圣马丁和卡洛斯·普里奥·索卡拉斯执政时期古巴普遍存在的腐败和黑帮行为，并认为腐败是当时古巴面临的最重要问题。
奇瓦斯出生于古巴圣地亚哥，父亲是爱德华多·胡斯托·奇瓦斯·格拉，母亲是格洛丽亚·德·里巴斯·阿格拉蒙特。他强烈的民族主义被认为是古巴革命的灵感来源。
1947年，他建立古巴人民党（正统党人），这是一个强烈反对帝国主义的团体，旨在揭露政府腐败并通过宪政手段实现革命性变革。奇瓦斯在1948年古巴总统选举中落败，排名第三。他对当选的卡洛斯·普里奥·索卡拉斯进行过激烈的批评。1951年，他选择自杀。